# アメリカ国立電波天文台
アメリカ国立電波天文台（アメリカこくりつでんぱてんもんだい、英語: National Radio Astronomy Observatory、略称：NRAO）は、アメリカ合衆国の電波天文学の研究、および電波望遠鏡の開発と運用を行う研究組織である。アメリカ政府の資金提供による研究開発施設であり、電波天文学の発展のために米国科学財団により設置された。NRAOは、高性能の電波望遠鏡を世界中の科学者のために設計、開発、運用している。

## 施設
NRAOは、アメリカ国内外にいくつかの施設を持っている。

### シャーロッツビル（バージニア州）
NRAO本部が、バージニア大学の敷地内にあり、また、北米ALMA科学センター(North American ALMA Science Center)とNRAO技術センター(NRAO Technology Center:NTC)が、シャーロッツビル市郊外ある。

### ソコロ（ニューメキシコ州）
ソコロには、NRAOのArray Operation Center(AOC)がある。AOCはニューメキシコ工科大学の敷地内にあり、ここでは、ソコロから西に80kmのところに設置されているVery Large Array(VLA)の運用が行われている。VLAは、映画『コンタクト』の舞台として使われたこともある。また、超長基線電波干渉法を用いた観測施設である超長基線アレイ(Very Long Baseline Array, VLBA)の制御センターもある。VLBAの望遠鏡はハワイ島マウナケア山とアメリカ本土、バージン諸島に分散して配置されている。

### ツーソン（アリゾナ州）
ツーソンの研究施設はアリゾナ大学の敷地内にあり、キットピーク天文台にある12m電波望遠鏡を運用していた。しかしNRAOは運用を停止し、替わりに資金をALMAプロジェクトへ回すことにした。現在は、アリゾナ大学のスチュワード天文台が12m電波望遠鏡を運用している。

### サンチアゴ（チリ）
NRAOも参加する国際プロジェクトであるアタカマ大型ミリ波サブミリ波干渉計（ALMA）建設地は、チリ北部の5000mの標高にあるCerro Chajnatorの近くにある。この場所は、歴史的なサンペドロ・デ・アタカマの村の40km東に位置し、鉱業の町であるカラマの130m南東に位置し、また、海岸沿いのアントファガスタ港から275km東北東に位置している。

## アメリカ国立電波天文台が過去に運用していた施設
2016年10月1日、アメリカ国立電波天文台からグリーンバンク天文台と超長基線アレイがそれぞれ分離、独立した。アメリカ国立電波天文台を含む3者は、いずれもアメリカ国立科学財団との契約のもとで Associated Universities, Inc. が管理運営している。

### グリーンバンク天文台
ウェストバージニア州グリーンバンクでは、グリーンバンク望遠鏡と呼ばれる世界一大きい可動式電波天文台を建設し運用している。グリーンバンク市は、国指定の電波規制地域の中心にある。13,000平方マイルにおよぶこの地域では、観測の妨げになる電磁波の発信が規制されている。この地域は1958年に、連邦通信委員会(FCC)により電波規制地域として指定され、特に電波望遠鏡の周辺では、いかなる固定的な電波発信機器の使用が禁止されている。地域内のその他の地域では、テレビ・ラジオ放送局などの固定的な電波発信機は、望遠鏡から離れた方向へ向けられており、発信できる電波の電力も制限されている。それでも、この場所を完全に電波汚染から開放することは不可能である。外部からの干渉を少しでも防ぐために、電波望遠鏡の周辺には、松の木が植えられている。松の葉は、観測に使われるの周波数領域の波長と同じくらい長さなので、この松の葉が電磁波を吸収・散乱することにより、望遠鏡への電波干渉を和らげることができる。かつて、天文台は、魚類野生生物局（en:US Fish & Wildlife Service）によってアメリカムササビ（North American flying squirrels）に取り付けられた電波発信機からの干渉に悩まされた。また、電子フェンスやその他の電波発信源は、天文台に大きな問題を引き起こしている。グリーンバンク天文台は、その他にも、多くのすぐれた望遠鏡を備えている。